# رينزو سارافيا
رينزو سارافيا (بالإسبانية: Renzo Saravia)‏ (16 يونيو 1993 في الأرجنتين - ) هو لاعب كرة قدم أرجنتيني في مركز الدفاع. لعب مع نادي راسينغ.

## وصلات خارجية
- رينزو سارافيا على موقع إي إس بي إن إف سي (الإنجليزية)
- رينزو سارافيا على موقع قاعدة بيانات كرة القدم.إي يو (الإنجليزية)
- رينزو سارافيا على موقع ناشيونال فوتبول تيمز (الإنجليزية)
- رينزو سارافيا على موقع Soccerway.com (الإنجليزية)
- رينزو سارافيا على موقع عالم كرة القدم.نت (الإنجليزية)